# Bell
Bell je priimek več znanih oseb:
- Alexander Graham Bell (1847—1922), ameriški izumitelj
- Andrew Bell (1753—1832), škotski teolog
- Charles Bell (1774—1842), škotski anatom in kirurg
- Clive Bell (1881—1964), angleški literarni in umetnostni kritik
- Daniel Bell (1919—2011), ameriški sociolog
- Daniel Bell (glasbenik), ameriški glasbeni producent
- Derek Bell (*1941), britanski dirkač
- Derek Bell (glasbenik) (1935—2002), irski glasbenik
- George Bell (1883 —1958), škof anglikanske cerkve
- Gertrude Bell (1868—1926), britanska alpinistka
- Graham E. Bell, ameriški astronom
- James Franklin Bell (1856—1919), ameriški general
- Jamie Bell (*1986), angleški igralec
- John Bell (1797—1869), ameriški politik
- John Joy Bell (1871—1934), škotski pisatelj
- John Stewart Bell (1928—1990), irski fizik
- Joshua Bell (*1967), ameriški violinist
- Kenta Bell (*1977), ameriški atlet
- Kristen Bell (*1980), ameriška igralka
- Marie Bell (1900—1985), francoska igralka
- Marin Bell (1919—1997), ameriška igralka
- Mary Hayley Bell (1911—2005), angleška igralka in pisateljica
- Robert Bell (1800—1867), irski pisatelj
- Robert Anning Bell (1863—1933), angleški slikar in ilustrator
- Vanesa Bell (1879—1961), angleška slikarka
- William Nathaniel Bell (1817—1887), ameriško-kanadski mladinski pisatelj
- Herbert Tait Bell (1891—1971), britanski general
- John Aiton Bell (1887—1960), britanski general
- Alden John Bell, ameriški rimskokatoliški škof
- Richard Bell, britanski rimskokatoliški škof